# 蒙古國河流列表
蒙古國河流列表，列舉全部或部分流經蒙古國的河流，並依流域的地理位置排序；支流則由河口至源頭排序。

## 北冰洋
- 葉尼塞河
  - 安加拉河
    - 色楞格河：跨國河流，下游位於俄羅斯境內。
      - 德勒格尔木伦河
        - Beltes河（英语：Beltes River）
        - Bügsiin河（英语：Bügsiin River）

      - 伊德爾河
        - 楚魯特河
          - 苏曼河（英语：Suman River）

      - 額金河
      - 鄂爾渾河
        - 塔米爾河（英语：Tamir River）
        - 土拉河
          - 色勒博河

        - 哈拉河

      - 楚庫河：跨國河流，上游位於俄羅斯境內，中游為兩國界河，下游位於俄羅斯境內。
        - 卡坦察河：跨國河流，下游位於俄羅斯境內。

  - 小葉尼塞河：跨國河流，下游位於俄羅斯境內。
    - 布塞因河
    - Tengis河（英语：Tengis River）
    - 下查干湖
      - Sharga河（英语：Sharga_River）

## 太平洋
- 黑龙江
  - 石勒喀河
    - 鄂嫩河：跨國河流，下游位於俄羅斯境內。

  - 额尔古纳河
    - 哈拉哈河：跨國河流，下游位於中國境內。
    - 克魯倫河：跨國河流，下游位於中國境內。

## 內流盆地

### 吉爾吉斯湖
- 扎布汗河

### 烏布蘇湖
- 特斯河：跨國河流，中游位於俄羅斯境內。
- 哈爾黑拉河
- 圖倫河

### 哈爾烏蘇湖
- 科布多河

### 乌伦古湖
- 布爾根河：跨國河流，下游位於中國境內。